# کنترل نسخه توزیع‌شده
در توسعه نرم‌افزار، بازبینی نسخه توزیع‌شده (انگلیسی: Distributed version control) (که به عنوان کنترل و بازبینی توزیعی نیز شناخته می‌شود) شکلی از کنترل است که در آن همهٔ اطلاعات روند توسعه از جمله تاریخچه کامل آن بر روی کامپیوتری توسعه‌دهنده‌ای منعکس می‌شود. نرم‌افزار بازبینی نسخه توزیع‌شده، اجازه می‌دهد که بازبینی نسخه و ادغام، به صورت خودکار مدیریت شود، توسعهٔ نرم‌افزار با سرعت بیشتری انجام گیرند، امکان توسعهٔ نرم‌افزارها به صورت برون‌خط را بهبود می‌بخشد، و بر برای پشتیبان‌گیری یه یک مکان واحد تکیه نمی‌کند.
جویل اسپولسکی نویسنده و توسعه‌دهنده نرم‌افزار، ابزارهای بازبینی نسخه توزیع‌شده را «بزرگ‌ترین پیشرفت در فناوری توسعه نرم‌افزار در ده سال گذشته» توصیف کرد.

## توزیع‌شده در مقابل. متمرکز
برخلاف سیستم‌های متمرکز، سیستم‌های کنترل بازبینی توزیع‌شده (DVCS) یک رویکرد همتا به همتا را برای کنترل نسخه اتخاذ می‌کنند.